# محاصره بزرگ مالت
محاصره بزرگ مالت (مالتی: L-Assedju l-Kbir) در سال ۱۵۶۵ و در هنگام تلاش امپراتوری عثمانی برای حمله به جزیرهٔ مالت شکل گرفت. شوالیه‌های هوسپیتالر به همراه حدود ۲ هزار پیاده‌نظام که بسیاری از آنها از اسپانیا بودند و حدود ۴۰۰ نفر از مردم مالت به شدت و با تمام توان در مقابله با هجوم ارتش عثمانی مقاومت کردند و پیروز شدند، این پیروزی تبدیل به یکی از مشهورترین حوادث قرن شانزدهم اروپا شد ولتر در این رابطه گفت: هیچ چیز بهتر و شناخته شده‌تر از محاصرهٔ مالت برای از بین بردن ادراک اشتباه اروپا از شکست ناپذیری عثمانی نیست.